# Ewald Hering
Karl Ewald Konstantin Hering (ur. 5 sierpnia 1834 w Altgersdorfie, zm. 26 stycznia 1918 w Lipsku) – niemiecki fizjolog, profesor fizjologii na Uniwersytecie Karola w Pradze w latach 1870–1895 i na Uniwersytecie w Lipsku (1895–1918). Twórca własnej teorii widzenia barw, zakładającej istnienia w siatkówce oka komórek wrażliwych na przeciwstawne barwy. Ojciec fizjologa Heinricha Ewalda Heringa (1866–1948)
Studia medyczne w latach 1853-1858 odbył w Lipsku. Do 1865 pracował jako lekarz ogólny i asystent w poliklinice w Lipsku, w 1865 został mianowany następcą Carla Ludwiga w Wiedniu. W  1870 wyjechał do Pragi, a w 1882 został pierwszym rektorem niemieckiego uniwersytetu po podziale uniwersytetu na czeski i niemiecki. W 1887 został doktorem honoris causa Uniwersytetu w Getyndze. W 1911 otrzymał Pour le Mérite za Naukę i Sztukę